# Међуполност
Међуполност (такође и интерполност или интерсексуалност, у старијој литератури и хермафродитизам, од лат. inter - између, енгл. sex - пол) је општи појам који се користи за скуп генетских стања, по којима је особа рођена са репродуктивном или анатомијом полних органа која није у складу са очекиваном морфологијом мушког или женског репродуктивног система. Пример оваквог (или класичног) међуполног стања било би дете које је рођено са спољним женским гениталијама, али које у унутрашњости заправо има тестисе и остале мушке полне органе. Посебан подтип су амбисексуална стања, где се дете рађа са гениталијама које изгледају негде између типичних мушких и женских – на пример, девојчица може да се роди са видно увећаним клиторисом, или без вагиналног отвора; или дечак са изразито малим пенисом или скротумом који је подељен тако да више личи на лабију. У оквиру ових стања специфична су стања мозаицизма, где се дешава мешање двеју линија ћелија, најчешће једна са гарнитуром 46, XX а друга са гарнитуром 46, XY.
Међуполност је урођено стање по питању генетике, међутим то не значи да се међуполни фенотип нужно испољава по рођењу. Понекад особа не зна или јој није утврђена међуполна анатомија док она или он не дођу у пубертет, или док не сазнају да су неплодни, или им буде урађена обдукција након смрти од старости.
Међуполност је друштвено створена категорија која осликава једну биолошку варијацију. О њој се говори слично као и о разликама између "редовних" полних органа; поготово је истакнут покрет да се санација и довођење ових стања у очекивану "нормалу" препусти жељи саме особе која има стање.